# Рёдельхаузен
Рёдельхаузен (нем. Rödelhausen) — община в Германии, в земле Рейнланд-Пфальц. 
Входит в состав района Рейн-Хунсрюк. Подчиняется управлению Кирхберг.  Население составляет 160 человек (на 31 декабря 2010 года). Занимает площадь 2,56 км².

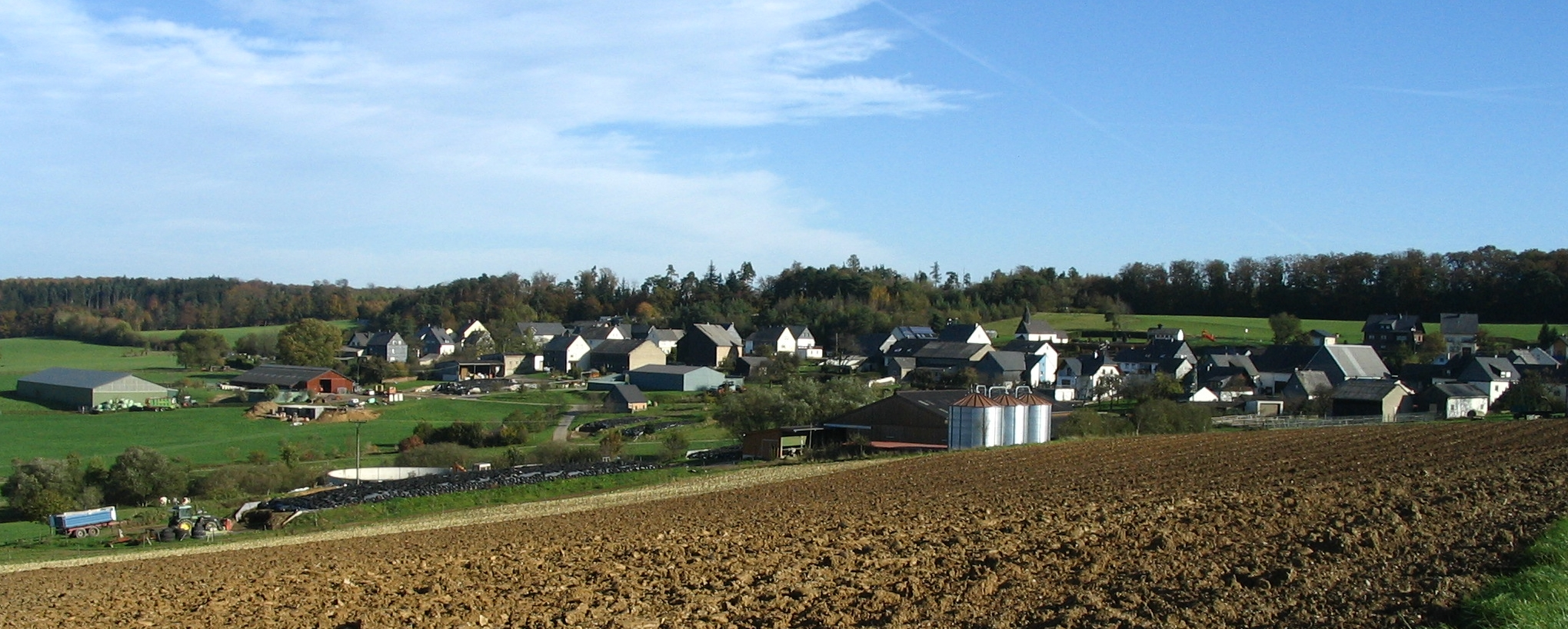
Рёдельхаузен